# Black Ark Experryments
A Black Ark Experryments  egy  dub album Lee Perrytől.

## Számok
1. Thank You (4:05)
2. Super Ape in a Good Shape (11:16)
3. Jungle Safari (3:55)
4. From Heaven Above (6:28)
5. Heads of Government (6:27) (Mad Professor)
6. Open Door (7:06)
7. Black Ark Experryments (8:38)
8. Poop Song (5:36)
9. Come Back (5:52)

## Közreműködők
- dob, basszusgitár, zongora – Nolan Irie
- dob, ütősök, mix – Mad Professor
- fuvola  – Kate Holmes
- gitár  – Black Steel
- basszusgitár, zongora, mix – William The Conqueror
- billentyűk – Victor Cross
- ütősök, mix – Lee Perry
- szaxofon – Michael "Bami" Rose
- harsona – Rico Rodriguez
- trombita – Eddie "Tan Tan" Thornton